# آي أن تي جاي
آي أن تي جاي (بالإنجليزية: INTJ)‏ واسمه اختصار للجملة الإنجليزية (introversion, intuition, thinking, judgment) ويسمى أيضا بـ "المهندس"، هو أحد الأنماط أو الشخصيات الستة عشر الموجودة في مؤشر مايرز بريغز للأنماط.

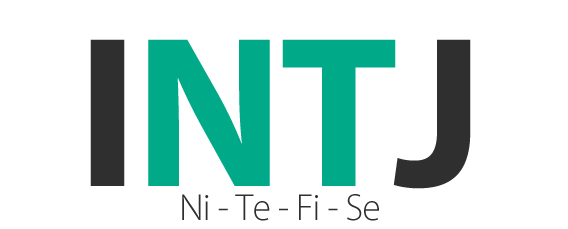

## شخصية أو صفات المهندس
شخصية المهندس "INTJ" والتي تعني إنطوائي، حدسي أو خيالي، منطقي، منظم أو صارم. هي واحدة من أقل الشخصيات إنتشاراً بحسب مؤشر مايرز بريغز للأنماط، حيث تمثل نسبة 2% فقط من المجتمع.
وصفات هذا النمط هي الإنطوائية والحدسية أو الخيالية وكذلك المنطقية أو الموضوعية بالإضافة إلى المنظمة أو الصارمة، وتفسر كالآتي:

### الإنطوائية "I"
نمط المدافع إنطوائي، وهو حساس بعض الشيء، وشخصيته هادئة ومتحفظة وكذلك هم يفضلون اللقاء والعمل والإلتقاء مع عدد قليل من الأصدقاء والمقربين بدل من دائرة كبيرة من الناس والمعارف لأنهم ليسوا إجتماعيين جدا.

### الحدسية أو الخيالية "N”
يفضل على الحدسية والتخيل على الإحساس. إنهم يركزون وينتبهون على الصورة العامة للشيء أو الموقف بدلا من التركيز على تفاصيله، وعلى السياق بدلا من التركيز على الشيء نفسه، وعلى الاحتمالات المستقبلية للقرارات بدلا من الحقائق والنتائج الفورية.

### المنطقية أو الموضوعية "T”
يضعون معايير موضوعية فوق التفضيلات الشخصية. عندما يتخذون قرارًا مثلا، فإنهم يعطون أهمية أكبر للمنطق أكثر من الاعتبارات الاجتماعية أو العاطفية.

### المنظم أو الصارم "J"
جادون ومركزون جدا في العمل والخطط، يميلون إلى وضع خطة والالتزام بها بدل من العشوائية في معظم الأوقات، وتعد هذه الصفة من الصفات التي تميزهم بشكل كبير.